# Список астероїдів (129301—129400)
| Назва                    | Тимчасове позначення | Дата відкриття   | Місце відкриття           | Відкривач                                              |
| ------------------------ | -------------------- | ---------------- | ------------------------- | ------------------------------------------------------ |
| (129301) 2005 ST152      | 2005 ST152           | 25 вересня 2005  | Паломарська обсерваторія  | NEAT                                                   |
| (129302) 2005 SE161      | 2005 SE161           | 27 вересня 2005  | Обсерваторія Кітт-Пік     | Spacewatch                                             |
| (129303) 2005 SA164      | 2005 SA164           | 27 вересня 2005  | Паломарська обсерваторія  | NEAT                                                   |
| (129304) 2005 SL164      | 2005 SL164           | 27 вересня 2005  | Паломарська обсерваторія  | NEAT                                                   |
| (129305) 2005 SK167      | 2005 SK167           | 28 вересня 2005  | Паломарська обсерваторія  | NEAT                                                   |
| (129306) 2005 SX186      | 2005 SX186           | 29 вересня 2005  | Паломарська обсерваторія  | NEAT                                                   |
| (129307) 2005 SL190      | 2005 SL190           | 29 вересня 2005  | Каталінський огляд        | Каталінський огляд                                     |
| (129308) 2005 SB193      | 2005 SB193           | 29 вересня 2005  | Обсерваторія Кітт-Пік     | Spacewatch                                             |
| (129309) 2005 SJ194      | 2005 SJ194           | 29 вересня 2005  | Обсерваторія Кітт-Пік     | Spacewatch                                             |
| (129310) 2005 SC202      | 2005 SC202           | 30 вересня 2005  | Паломарська обсерваторія  | NEAT                                                   |
| (129311) 2005 SP203      | 2005 SP203           | 30 вересня 2005  | Паломарська обсерваторія  | NEAT                                                   |
| (129312) 2005 SH214      | 2005 SH214           | 30 вересня 2005  | Каталінський огляд        | Каталінський огляд                                     |
| (129313) 2005 SA218      | 2005 SA218           | 30 вересня 2005  | Паломарська обсерваторія  | NEAT                                                   |
| (129314) 2005 SM220      | 2005 SM220           | 29 вересня 2005  | Каталінський огляд        | Каталінський огляд                                     |
| (129315) 2005 SS257      | 2005 SS257           | 18 вересня 2005  | Паломарська обсерваторія  | NEAT                                                   |
| (129316) 2005 TY14       | 2005 TY14            | 3 жовтня 2005    | Паломарська обсерваторія  | NEAT                                                   |
| (129317) 2005 TM18       | 2005 TM18            | 1 жовтня 2005    | Сокорро (Нью-Мексико)     | LINEAR                                                 |
| (129318) 2005 TC23       | 2005 TC23            | 1 жовтня 2005    | Обсерваторія Маунт-Леммон | Обсерваторія Маунт-Леммон                              |
| (129319) 2005 TE23       | 2005 TE23            | 1 жовтня 2005    | Сокорро (Нью-Мексико)     | LINEAR                                                 |
| (129320) 2005 TV23       | 2005 TV23            | 1 жовтня 2005    | Станція Андерсон-Меса     | LONEOS                                                 |
| (129321) 2005 TS24       | 2005 TS24            | 1 жовтня 2005    | Обсерваторія Маунт-Леммон | Обсерваторія Маунт-Леммон                              |
| (129322) 2005 TN45       | 2005 TN45            | 6 жовтня 2005    | Станція Андерсон-Меса     | LONEOS                                                 |
| (129323) 2005 TQ47       | 2005 TQ47            | 5 жовтня 2005    | Обсерваторія Кітт-Пік     | Spacewatch                                             |
| (129324) 2005 TH72       | 2005 TH72            | 4 жовтня 2005    | Обсерваторія Маунт-Леммон | Обсерваторія Маунт-Леммон                              |
| (129325) 2005 TW72       | 2005 TW72            | 5 жовтня 2005    | Каталінський огляд        | Каталінський огляд                                     |
| (129326) 2005 TJ83       | 2005 TJ83            | 3 жовтня 2005    | Сокорро (Нью-Мексико)     | LINEAR                                                 |
| (129327) 2005 TG134      | 2005 TG134           | 10 жовтня 2005   | Каталінський огляд        | Каталінський огляд                                     |
| (129328) 2005 TZ171      | 2005 TZ171           | 10 жовтня 2005   | Каталінський огляд        | Каталінський огляд                                     |
| (129329) 2005 TW172      | 2005 TW172           | 13 жовтня 2005   | Сокорро (Нью-Мексико)     | LINEAR                                                 |
| (129330) 2005 UH18       | 2005 UH18            | 22 жовтня 2005   | Каталінський огляд        | Каталінський огляд                                     |
| (129331) 2005 UZ25       | 2005 UZ25            | 23 жовтня 2005   | Обсерваторія Кітт-Пік     | Spacewatch                                             |
| (129332) 2005 UJ50       | 2005 UJ50            | 23 жовтня 2005   | Каталінський огляд        | Каталінський огляд                                     |
| (129333) 2005 UR55       | 2005 UR55            | 23 жовтня 2005   | Каталінський огляд        | Каталінський огляд                                     |
| (129334) 2005 UN68       | 2005 UN68            | 22 жовтня 2005   | Паломарська обсерваторія  | NEAT                                                   |
| (129335) 2005 UM70       | 2005 UM70            | 23 жовтня 2005   | Каталінський огляд        | Каталінський огляд                                     |
| (129336) 2005 UC73       | 2005 UC73            | 23 жовтня 2005   | Паломарська обсерваторія  | NEAT                                                   |
| (129337) 2005 UE74       | 2005 UE74            | 23 жовтня 2005   | Паломарська обсерваторія  | NEAT                                                   |
| (129338) 2005 UZ74       | 2005 UZ74            | 23 жовтня 2005   | Каталінський огляд        | Каталінський огляд                                     |
| (129339) 2005 UT109      | 2005 UT109           | 22 жовтня 2005   | Обсерваторія Кітт-Пік     | Spacewatch                                             |
| (129340) 2005 UR119      | 2005 UR119           | 24 жовтня 2005   | Обсерваторія Кітт-Пік     | Spacewatch                                             |
| (129341) 2005 UR131      | 2005 UR131           | 24 жовтня 2005   | Паломарська обсерваторія  | NEAT                                                   |
| 129342 Епендес (Ependes) | 2005 VA4             | 5 листопада 2005 | Обсерваторія Наеф-Епендес | Петер Кохер                                            |
| (129343) 2063 P-L        | 2063 P-L             | 24 вересня 1960  | Паломарська обсерваторія  | К. Й. ван Гаутен, І. ван Гаутен-Ґроневельд, Т. Герельс |
| (129344) 2094 P-L        | 2094 P-L             | 24 вересня 1960  | Паломарська обсерваторія  | К. Й. ван Гаутен, І. ван Гаутен-Ґроневельд, Т. Герельс |
| (129345) 2116 P-L        | 2116 P-L             | 26 вересня 1960  | Паломарська обсерваторія  | К. Й. ван Гаутен, І. ван Гаутен-Ґроневельд, Т. Герельс |
| (129346) 2222 P-L        | 2222 P-L             | 24 вересня 1960  | Паломарська обсерваторія  | К. Й. ван Гаутен, І. ван Гаутен-Ґроневельд, Т. Герельс |
| (129347) 2234 P-L        | 2234 P-L             | 17 жовтня 1960   | Паломарська обсерваторія  | К. Й. ван Гаутен, І. ван Гаутен-Ґроневельд, Т. Герельс |
| (129348) 2513 P-L        | 2513 P-L             | 24 вересня 1960  | Паломарська обсерваторія  | К. Й. ван Гаутен, І. ван Гаутен-Ґроневельд, Т. Герельс |
| (129349) 2514 P-L        | 2514 P-L             | 24 вересня 1960  | Паломарська обсерваторія  | К. Й. ван Гаутен, І. ван Гаутен-Ґроневельд, Т. Герельс |
| (129350) 2515 P-L        | 2515 P-L             | 24 вересня 1960  | Паломарська обсерваторія  | К. Й. ван Гаутен, І. ван Гаутен-Ґроневельд, Т. Герельс |
| (129351) 2652 P-L        | 2652 P-L             | 24 вересня 1960  | Паломарська обсерваторія  | К. Й. ван Гаутен, І. ван Гаутен-Ґроневельд, Т. Герельс |
| (129352) 2664 P-L        | 2664 P-L             | 24 вересня 1960  | Паломарська обсерваторія  | К. Й. ван Гаутен, І. ван Гаутен-Ґроневельд, Т. Герельс |
| (129353) 2719 P-L        | 2719 P-L             | 24 вересня 1960  | Паломарська обсерваторія  | К. Й. ван Гаутен, І. ван Гаутен-Ґроневельд, Т. Герельс |
| (129354) 2747 P-L        | 2747 P-L             | 24 вересня 1960  | Паломарська обсерваторія  | К. Й. ван Гаутен, І. ван Гаутен-Ґроневельд, Т. Герельс |
| (129355) 3004 P-L        | 3004 P-L             | 24 вересня 1960  | Паломарська обсерваторія  | К. Й. ван Гаутен, І. ван Гаутен-Ґроневельд, Т. Герельс |
| (129356) 3067 P-L        | 3067 P-L             | 25 вересня 1960  | Паломарська обсерваторія  | К. Й. ван Гаутен, І. ван Гаутен-Ґроневельд, Т. Герельс |
| (129357) 3099 P-L        | 3099 P-L             | 24 вересня 1960  | Паломарська обсерваторія  | К. Й. ван Гаутен, І. ван Гаутен-Ґроневельд, Т. Герельс |
| (129358) 3105 P-L        | 3105 P-L             | 24 вересня 1960  | Паломарська обсерваторія  | К. Й. ван Гаутен, І. ван Гаутен-Ґроневельд, Т. Герельс |
| (129359) 4209 P-L        | 4209 P-L             | 24 вересня 1960  | Паломарська обсерваторія  | К. Й. ван Гаутен, І. ван Гаутен-Ґроневельд, Т. Герельс |
| (129360) 4263 P-L        | 4263 P-L             | 24 вересня 1960  | Паломарська обсерваторія  | К. Й. ван Гаутен, І. ван Гаутен-Ґроневельд, Т. Герельс |
| (129361) 4324 P-L        | 4324 P-L             | 24 вересня 1960  | Паломарська обсерваторія  | К. Й. ван Гаутен, І. ван Гаутен-Ґроневельд, Т. Герельс |
| (129362) 4327 P-L        | 4327 P-L             | 24 вересня 1960  | Паломарська обсерваторія  | К. Й. ван Гаутен, І. ван Гаутен-Ґроневельд, Т. Герельс |
| (129363) 4330 P-L        | 4330 P-L             | 24 вересня 1960  | Паломарська обсерваторія  | К. Й. ван Гаутен, І. ван Гаутен-Ґроневельд, Т. Герельс |
| (129364) 4719 P-L        | 4719 P-L             | 24 вересня 1960  | Паломарська обсерваторія  | К. Й. ван Гаутен, І. ван Гаутен-Ґроневельд, Т. Герельс |
| (129365) 4751 P-L        | 4751 P-L             | 24 вересня 1960  | Паломарська обсерваторія  | К. Й. ван Гаутен, І. ван Гаутен-Ґроневельд, Т. Герельс |
| (129366) 4752 P-L        | 4752 P-L             | 24 вересня 1960  | Паломарська обсерваторія  | К. Й. ван Гаутен, І. ван Гаутен-Ґроневельд, Т. Герельс |
| (129367) 4795 P-L        | 4795 P-L             | 24 вересня 1960  | Паломарська обсерваторія  | К. Й. ван Гаутен, І. ван Гаутен-Ґроневельд, Т. Герельс |
| (129368) 4823 P-L        | 4823 P-L             | 24 вересня 1960  | Паломарська обсерваторія  | К. Й. ван Гаутен, І. ван Гаутен-Ґроневельд, Т. Герельс |
| (129369) 4909 P-L        | 4909 P-L             | 24 вересня 1960  | Паломарська обсерваторія  | К. Й. ван Гаутен, І. ван Гаутен-Ґроневельд, Т. Герельс |
| (129370) 6258 P-L        | 6258 P-L             | 24 вересня 1960  | Паломарська обсерваторія  | К. Й. ван Гаутен, І. ван Гаутен-Ґроневельд, Т. Герельс |
| (129371) 6266 P-L        | 6266 P-L             | 24 вересня 1960  | Паломарська обсерваторія  | К. Й. ван Гаутен, І. ван Гаутен-Ґроневельд, Т. Герельс |
| (129372) 6291 P-L        | 6291 P-L             | 24 вересня 1960  | Паломарська обсерваторія  | К. Й. ван Гаутен, І. ван Гаутен-Ґроневельд, Т. Герельс |
| (129373) 6318 P-L        | 6318 P-L             | 24 вересня 1960  | Паломарська обсерваторія  | К. Й. ван Гаутен, І. ван Гаутен-Ґроневельд, Т. Герельс |
| (129374) 6340 P-L        | 6340 P-L             | 24 вересня 1960  | Паломарська обсерваторія  | К. Й. ван Гаутен, І. ван Гаутен-Ґроневельд, Т. Герельс |
| (129375) 6350 P-L        | 6350 P-L             | 24 вересня 1960  | Паломарська обсерваторія  | К. Й. ван Гаутен, І. ван Гаутен-Ґроневельд, Т. Герельс |
| (129376) 6357 P-L        | 6357 P-L             | 24 вересня 1960  | Паломарська обсерваторія  | К. Й. ван Гаутен, І. ван Гаутен-Ґроневельд, Т. Герельс |
| (129377) 6716 P-L        | 6716 P-L             | 24 вересня 1960  | Паломарська обсерваторія  | К. Й. ван Гаутен, І. ван Гаутен-Ґроневельд, Т. Герельс |
| (129378) 6729 P-L        | 6729 P-L             | 24 вересня 1960  | Паломарська обсерваторія  | К. Й. ван Гаутен, І. ван Гаутен-Ґроневельд, Т. Герельс |
| (129379) 6799 P-L        | 6799 P-L             | 24 вересня 1960  | Паломарська обсерваторія  | К. Й. ван Гаутен, І. ван Гаутен-Ґроневельд, Т. Герельс |
| (129380) 6839 P-L        | 6839 P-L             | 24 вересня 1960  | Паломарська обсерваторія  | К. Й. ван Гаутен, І. ван Гаутен-Ґроневельд, Т. Герельс |
| (129381) 6850 P-L        | 6850 P-L             | 24 вересня 1960  | Паломарська обсерваторія  | К. Й. ван Гаутен, І. ван Гаутен-Ґроневельд, Т. Герельс |
| (129382) 6852 P-L        | 6852 P-L             | 24 вересня 1960  | Паломарська обсерваторія  | К. Й. ван Гаутен, І. ван Гаутен-Ґроневельд, Т. Герельс |
| (129383) 7623 P-L        | 7623 P-L             | 22 жовтня 1960   | Паломарська обсерваторія  | К. Й. ван Гаутен, І. ван Гаутен-Ґроневельд, Т. Герельс |
| (129384) 1218 T-1        | 1218 T-1             | 25 березня 1971  | Паломарська обсерваторія  | К. Й. ван Гаутен, І. ван Гаутен-Ґроневельд, Т. Герельс |
| (129385) 4041 T-1        | 4041 T-1             | 26 березня 1971  | Паломарська обсерваторія  | К. Й. ван Гаутен, І. ван Гаутен-Ґроневельд, Т. Герельс |
| (129386) 1027 T-2        | 1027 T-2             | 29 вересня 1973  | Паломарська обсерваторія  | К. Й. ван Гаутен, І. ван Гаутен-Ґроневельд, Т. Герельс |
| (129387) 1129 T-2        | 1129 T-2             | 29 вересня 1973  | Паломарська обсерваторія  | К. Й. ван Гаутен, І. ван Гаутен-Ґроневельд, Т. Герельс |
| (129388) 1149 T-2        | 1149 T-2             | 29 вересня 1973  | Паломарська обсерваторія  | К. Й. ван Гаутен, І. ван Гаутен-Ґроневельд, Т. Герельс |
| (129389) 1285 T-2        | 1285 T-2             | 29 вересня 1973  | Паломарська обсерваторія  | К. Й. ван Гаутен, І. ван Гаутен-Ґроневельд, Т. Герельс |
| (129390) 1291 T-2        | 1291 T-2             | 29 вересня 1973  | Паломарська обсерваторія  | К. Й. ван Гаутен, І. ван Гаутен-Ґроневельд, Т. Герельс |
| (129391) 1319 T-2        | 1319 T-2             | 29 вересня 1973  | Паломарська обсерваторія  | К. Й. ван Гаутен, І. ван Гаутен-Ґроневельд, Т. Герельс |
| (129392) 1339 T-2        | 1339 T-2             | 29 вересня 1973  | Паломарська обсерваторія  | К. Й. ван Гаутен, І. ван Гаутен-Ґроневельд, Т. Герельс |
| (129393) 1362 T-2        | 1362 T-2             | 29 вересня 1973  | Паломарська обсерваторія  | К. Й. ван Гаутен, І. ван Гаутен-Ґроневельд, Т. Герельс |
| (129394) 1402 T-2        | 1402 T-2             | 29 вересня 1973  | Паломарська обсерваторія  | К. Й. ван Гаутен, І. ван Гаутен-Ґроневельд, Т. Герельс |
| (129395) 1421 T-2        | 1421 T-2             | 29 вересня 1973  | Паломарська обсерваторія  | К. Й. ван Гаутен, І. ван Гаутен-Ґроневельд, Т. Герельс |
| (129396) 1424 T-2        | 1424 T-2             | 29 вересня 1973  | Паломарська обсерваторія  | К. Й. ван Гаутен, І. ван Гаутен-Ґроневельд, Т. Герельс |
| (129397) 1508 T-2        | 1508 T-2             | 29 вересня 1973  | Паломарська обсерваторія  | К. Й. ван Гаутен, І. ван Гаутен-Ґроневельд, Т. Герельс |
| (129398) 2109 T-2        | 2109 T-2             | 29 вересня 1973  | Паломарська обсерваторія  | К. Й. ван Гаутен, І. ван Гаутен-Ґроневельд, Т. Герельс |
| (129399) 2186 T-2        | 2186 T-2             | 29 вересня 1973  | Паломарська обсерваторія  | К. Й. ван Гаутен, І. ван Гаутен-Ґроневельд, Т. Герельс |
| (129400) 2321 T-2        | 2321 T-2             | 29 вересня 1973  | Паломарська обсерваторія  | К. Й. ван Гаутен, І. ван Гаутен-Ґроневельд, Т. Герельс |